# Rosa Helena Álvarez
Rosa Helena Álvarez Yepes fue la Primera dama de Colombia de 1982 a 1986, como esposa del presidente Belisario Betancur.

## Biografía
Rosa Helena Álvarez Yepes nació el 15 de noviembre de 1924 en Medellín, Antioquia del matrimonio de Pedro Luis Álvarez y Evelia Yepes.
Más tarde el 21 de enero de 1946, contraería nupcias con Belisario Betancur en la Iglesia del Sagrado Corazón de Jesús de Medellín, matrimonio del cual nacerían Beatriz, Helena, Diego y María Clara.

### Primera dama de Colombia
El domingo 30 de mayo de 1982, su esposo Belisario Betancur, vencería por una diferencia de un millón de votos en las elecciones presidenciales de 1982 a su rival del partido Liberal, Alfonso López Michelsen, convirtiéndose en el nuevo presidente de Colombia y el primer Conservador en ocho años de gobiernos liberales.
Rosa Helena se encargó de acompañar a su esposo en sus múltiples viajes al extranjero y se caracterizó por centrarse en el cuidado de sus hijos, dejando la vida social a un lado.